# حميد بن مالك الكناني
مكين الدولة أبو الغنائم حميد بن مالك بن مغيث الكناني (9 جمادى الآخرة 491 هـ/13 مايو 1098م - 15 شعبان 564 هـ/14 مايو 1169م) هو شاعر عربي من شيزر عاش في القرن السادس الهجري. ولِدَ حميد بن مالك في مدينة شيزر في بلاد الشام، في أسرة عربية من بني منقذ تعود أصولها إلى قبيلة كنانة، وكانت ولادته في سنة 491 هـ. نشأ حميد بن مالك في شيزر، ثُمَّ انتقل في فترة من حياته إلى دمشق، فاستقرَّ فيها، وكان يعمل كاتباً في الجيش. وفي دمشق اشتهر حميد بن مالك شاعراً، ومن أشهر شعره أبيات كتبها في مديح دمشق وأهلها. تُوفِّي حميد بن مالك الكناني في سنة 564 هـ في مدينة حلب.

## وصلات خارجية
- قصائد من تأليف حميد بن مالك بن مغيث، على موقع بوابة الشعراء.